# Спартак (стадион, Южно-Сахалинск)
«Спарта́к» — стадион в Южно-Сахалинске, Россия. Был заложен космонавтом Павлом Поповичем в 1965 году. Открытие состоялось в сентябре 1974 года Вместимость единственной трибуны, оборудованной пластиковыми креслами, — 4 200 человек (по другим данным — 5 000 человек). Домашний стадион футбольного клуба «Сахалин».
В 2009 году на стадионе было уложено искусственное покрытие, отремонтированы подтрибунные помещения, ложа для почётных гостей и беговые дорожки. Вокруг стадиона имеются легкоатлетические дорожки и площадка для мини-футбола. Также на территории располагаются ДЮСШ по лёгкой атлетике и лыжам.